# Neuf petites pièces de Bartók
 (février 2024).
Si vous disposez d'ouvrages ou d'articles de référence ou si vous connaissez des sites web de qualité traitant du thème abordé ici, merci de compléter l'article en donnant les références utiles à sa vérifiabilité et en les liant à la section « Notes et références ».
Les Neuf petites pièces Sz.82 sont un cycle de pièces pour piano de Béla Bartók. Composées en 1926, elles sont créées par le compositeur le 8 décembre 1926 à Budapest en même temps que la sonate pour piano et la suite En plein air. Elles sont subdivisées en trois cahiers.

## Structure

### Premier cahier
- Quatre dialogues : Inventions à deux voix dans l'esprit du contrepoint linéaire de Bach.

### Deuxième cahier
- Menuet
- Air : dans l'esprit de Girolamo Frescobaldi
- Marcia delle Bestie « marche des bêtes »
- Tambourin

### Troisième cahier
- Preludio all'Ungherese : rhapsodie hongroise dansante avec une lente introduction